# Tarasiszki
Tarasiszki (lit. Tarasiškė) – wieś na Litwie, w okręgu uciańskim, w rejonie ignalińskim, w gminie Dukszty.

## Historia
W czasach zaborów wieś leżała w granicach Imperium Rosyjskiego.
W dwudziestoleciu międzywojennym wieś leżała w Polsce, w województwie nowogródzkim (od 1926 w województwie wileńskim), w powiecie brasławskim (od 1926 w powiecie święciańskim), w gminie Dukszty.
Według Powszechnego Spisu Ludności z 1921 roku zamieszkiwało tu 33 osoby, wszystkie były wyznania staroobrzędowego i zadeklarowały rosyjską przynależność narodową. Były tu 4 budynki mieszkalne. W 1931 zamieszkiwało tu 46 osób w 7 budynkach.
Miejscowość należała do parafii rzymskokatolickiej w Rymszanach. Podlegała pod Sąd Grodzki w Święcianach i Okręgowy w Wilnie; właściwy urząd pocztowy mieścił się w Duksztach.